# Olivier Larronde
Olivier Larronde, né le 2 août 1927 à La Ciotat et mort le 31 octobre 1965 à Paris,, est un poète français.

## Biographie
Il est le fils de Carlos Larronde et de Charlotte Fourcine, lui écrivain, journaliste, pionnier du théâtre radiophonique et poète, descendant d'une famille de négociants en vin bordelais. Sa grand-tante est la poètesse Blanche Sahuqué.
Élève des Pères maristes du collège Notre Dame de Bury, dès l'âge de quinze ans (à la suite des décès successifs de son père puis de sa jeune sœur à laquelle il était très lié) Olivier Larronde, issu d'une famille de tradition bourgeoise et cultivée devenue bohème, abandonne ses études. En 1943, il monte à Paris pour rencontrer Jean Cocteau dont il ne tarde pas à faire la connaissance, et dans son sillage, celle de Jean Genet. Celui-ci, admiratif, persuade l'éditeur Marc Barbezat de publier son premier recueil de poèmes, Les Barricades mystérieuses en 1946. Cette publication, suscitant l'intérêt d'auteurs comme Michel Leiris ou Raymond Queneau, confère une certaine renommée au jeune poète et lui ouvre les pages de la revue littéraire de Barbezat, l'Arbalète. Larronde fréquente le milieu littéraire parisien où il laisse peu de monde indifférent. Mandiargues parlera de son œuvre comme « royalement moderne ». Il mène alors une vie de bohème et de dilettantisme en compagnie de son ami Jean-Pierre Lacloche de Valombreuse. Son second recueil Rien voilà l’ordre (anagramme de son nom) paraît en 1959, illustré de trente et un dessins de Giacometti.
Sujet à des crises d'épilepsie, il se réfugie dans l'opium, dans l'alcool et les bars parisiens. Il meurt dans la solitude et le dénuement le 31 octobre 1965, à l'âge de 38 ans. Son troisième et dernier recueil, L'Arbre à lettres sera publié de manière posthume l'année suivante. Souvent comparé à Rimbaud, il est considéré par certains, tel Pontalis, comme le « dernier rejeton de l'illustre lignée des poètes maudits ». Il est enterré au cimetière de Samoreau, en Seine-et-Marne, à côté de la tombe de Mallarmé, auteur qu'il admirait par-dessus tout.
Le premier prix Littérature (dont le jury est composé de huit écrivains : Yves Berger, Michel Bernard, Guy Dumur, Dominique Fernandez, Jean-Edern Hallier, Alain Jouffroy, Olivier de Magny, Dominique de Roux, et du cinéaste Jean-Luc Godard) lui est décerné en décembre 1965, quelques semaines après sa mort. Il faudra toutefois attendre la fin des années 1980 pour voir un timide regain d'intérêt pour cette œuvre fulgurante, et 2002 pour la publication des œuvres complètes.
Un Mail (voie) Olivier-Larronde a été inauguré le 5 juillet 1985 à Saint-Leu-la-Forêt, dans le Val-d'Oise, où le poète passa la plus grande partie de sa jeunesse.

## Citations
Sur Olivier Larronde

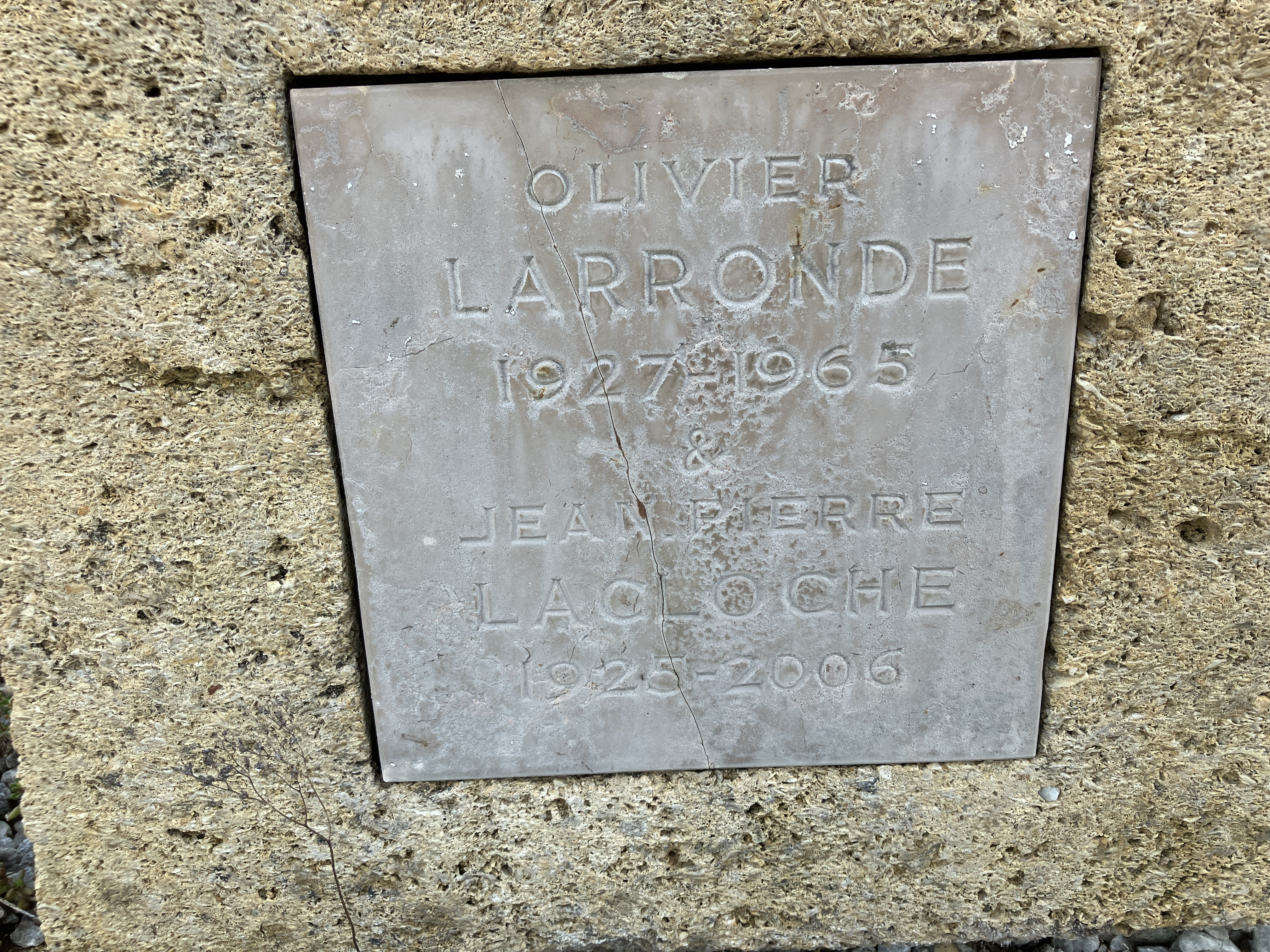
Inscription funéraire sur sa tombe.

- Jean Cau : « ...archange poète de l'après-guerre, couronné de génie, de grâce, de jeunesse, de folles insolences, d'incroyables culots, de beauté déchaînée »[7].
- Jean Cocteau : « Il me semble difficile d'imaginer un meilleur exemple de ce dramatique porte-à-faux, de cette grâce qui expose celui qui la possède à la pire des solitudes »[8].
- Paul Guth : « un des sommets de la poésie française depuis la guerre »[9].

## Œuvres
- Rien voilà l'ordre, illustré de 31 dessins d'Alberto Giacometti, L'Arbalète / Barbezat, 1959
- L'Arbre à lettres, L'Arbalète, Décines, 1966
- Les Barricades mystérieuses, Paris, Gallimard, 1948 ; rééd. L'Arbalète, Décines, 1990
- L'ivraie en ordre : poèmes et textes retrouvés (Textes réunis par Jean-Pierre Lacloche avec le concours de Patrick Mauriès), Paris, Promeneur, 2002 (ISBN 978-2-07-076582-9)
- Œuvres poétiques complètes (Précédé de Villon adore rire, par Jacques Roubaud et d'une Brève vie d’Olivier Larronde, par Jean-Pierre Lacloche), Paris, Gallimard-Le Promeneur, 2002 (ISBN 978-2-07-076536-2).